# Шајло (округ Ричланд, Охајо)
Шајло (енгл. Shiloh, Richland County) град је у америчкој савезној држави Охајо.

## Демографија
По попису из 2010. године број становника је 649, што је 72 (-10,0%) становника мање него 2000. године.
| Група             | 2000.       | 2010.       |
| Белци             | 711 (98,6%) | 632 (97,4%) |
| Афроамериканци    | 0 (0,0%)    | 4 (0,6%)    |
| Азијати           | 0 (0,0%)    | 2 (0,3%)    |
| Хиспаноамериканци | 6 (0,8%)    | 3 (0,5%)    |
| Укупно            | 721         | 649         |